# Ализаде, Акшин Аликули оглы
Акшин Аликули оглы (Агшин Алигулу оглы) Ализаде (азерб. Aqşin Əliqulu oğlu Əlizadə; 22 мая 1937, Баку — 3 мая 2014, там же) — советский и азербайджанский композитор, Народный артист Азербайджанской ССР (1987).

## Биография
Родился в Баку. Мать — Бикя-ханум была сестрой Героя Советского Союза Мехти Гусейн-заде, а отец Алигулу Ализаде — знатоком классической поэзии Востока, исполнял народные песни, был близок со многими известными деятелями азербайджанского искусства, такими как поэт Алиага Вахид, композитор Тофик Кулиев.
Ализаде внёс значительный вклад в развитие азербайджанского балета. Он явился создателем первого в Азербайджане героико-эпического балета «Бабек», созданного в 1979 году по поэме Ильи Сельвинского (премьера в 1986 г.). Следующий балет «Путешествие на Кавказ», в котором нашли отражение события азербайджанской истории и образ поэтессы Хуршидбану Натаван, воплотил животрепещущие проблемы современной истории, как бы выражая принцип «прошлое в настоящем». Эта же тенденция проекции событий прошлого в современную жизнь проявилась в последнем одноактном балете «Вальс надежды».
Ализаде возглавлял Союз Композиторов Азербайджана, являлся Секретарем Правления Союза композиторов СССР.
Скончался 3 мая 2014 года.

## Награды и премии
- Премия Ленинского комсомола Азербайджанской ССР (1967).
- Лауреат Государственной премии Азербайджанской ССР (1978)[4]
- Заслуженный деятель искусств Азербайджанской ССР (1982).
- Орден «Знак Почёта» (22 августа 1986).
- Народный артист Азербайджанской ССР (1987).
- Орден «Слава» (1997).
- Персональная пенсия Президента Азербайджанской Республики (21 февраля 2003)[5]
- Орден «Честь» (21 мая 2012) — за заслуги в развитии азербайджанской культуры[6].

## Основные произведения
Балеты
- «Бабек» (1986 год)
- «Путешествие на Кавказ» (2002 год)
- «Вальс надежды» (2008 год)

Оркестровые сочинения
- Пять симфоний
- Концерт для скрипки с оркестром
- Поэма для виолончели с оркестром

Камерно-инструментальные сочинения
- Камерная симфония
- «Сельская сюита»
- «Детская сюита»
- «Пастораль»
- «Ашугская»
- «Джанги»
- «Портрет» для скрипки и фортепиано
- «Дастан» для фортепиано
- «Старинные игры» для фортепиано
- «Диалог» для скрипки и органа.

Вокально-симфонические сочинения
- Кантаты «Азерилер» и «Празднество»
- Ода «Ана торпаг» («Родная земля»)
- «Баятылар» (хоровой цикл a capella)
- "Старинная Колыбельная " (для хора a capella)
- «Юмореска» (для детского хора)

Музыка к более чем 50-ти художественным фильмам, мультфильмам, спектаклям